# 치아구 아우베스 살리스
치아구 아우베스 살리스(포르투갈어: Tiago Alves Sales, 1993년 1월 12일 ~ )는 브라질의 축구 선수로, 포지션은 공격수이다. 현재 제주 SK 소속이다.

## 클럽 경력
캄페오나투 브라질레이루 세리이 A의 산투스 FC 유스 시스템을 거쳤으며, 2011년 2월 2일, AA 폰치 프레타와의 경기에서 교체 투입되며 프로 데뷔 무대를 밟았으며, 같은 해 3월 27일 이투아누 FC를 상대로 프로 데뷔골을 터트렸다. 이후 보아 EC로의 3개월 간 임대, 아메리카 FC로의 6개월 간 임대 등을 거쳤다.
2015년 1월 4일, K리그 클래식 포항 스틸러스는 치아구와의 2년 계약을 발표하였다. 처음으로 그라운드를 밟은 3월 15일, 울산과의 경기에서 K리그 데뷔골을 터트렸으며, 대전, 인천을 상대로 두 경기 연속골을 성공시키기도 하였다. 총 25경기에 나서 4골 3도움을 기록하는 좋은 활약을 보여주었다.
2015 시즌 후, 성남 FC로 이적하였다. 개막 후 4경기 연속골을 기록하였고, 4월 16일 전북 현대와의 경기에서 5호골을 기록하며 6경기 만에 2015 시즌 포항에서 기록한 골수를 뛰어넘었다. 7월 여름 이적 시장까지 골 폭풍을 이어가며 반 시즌 간 13골을 기록하였다.
2016년 7월 말 아랍에미리트의 알와흐다 이적을 추진하였만 최종 단계에서 무산되었고, 이후 사우디아라비아의 알힐랄로 이적하였다.
2017년 1월 일본 J1리그의 시미즈 에스펄스로 1년 임대 계약을 체결하였다.
2018년 1월 대한민국의 전북 현대 모터스로 이적하였다.